# Balterley Green
Balterley Green – wieś w Anglii, w hrabstwie Staffordshire. Leży 31 km na północny zachód od miasta Stafford i 228 km na północny zachód od Londynu.